# Dobongsan

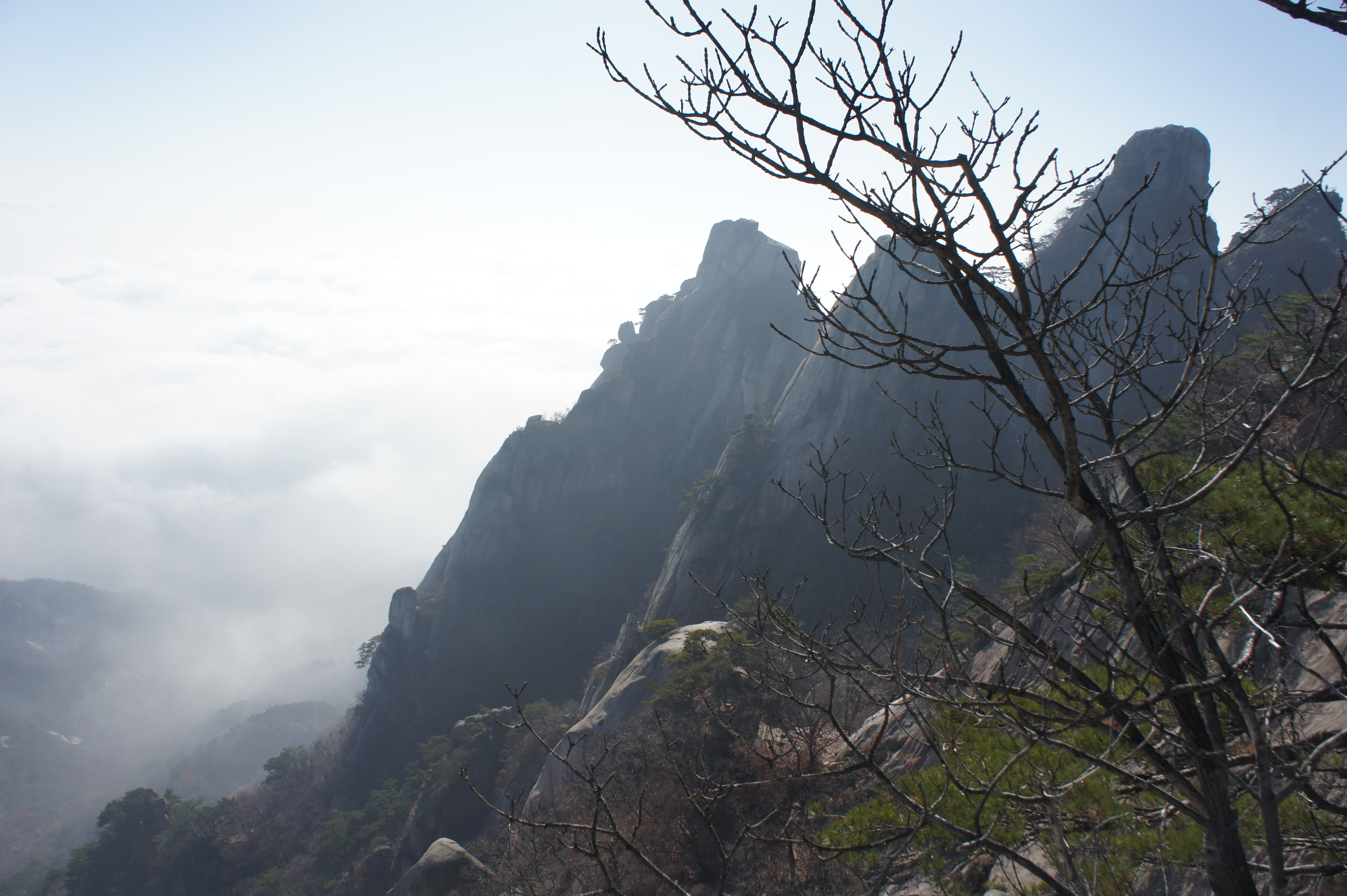
Die Gipfel Seoninbong (708 m), Manjangbong (718 m), Jaunbong (740 m) und Shinseondae (730 m).

Der Dobongsan ist ein 739,5 Meter hoher Berg bei Seoul in der Provinz Gyeonggi-do in Südkorea.
Der Dobong-Berg (kor. 도봉산, Hanja 道峰山, rev. Dobongsan) befindet sich im Nordosten des Bukhansan-Nationalparks und erstreckt sich über Teile von Seoul, Yangju und Uijeongbu. Er ist bekannt für die Felsenformationen der Gipfel Manjangbong, Seoninbong, Jubong, Obong und Uiam.
Auf dem Berg befinden sich verschiedene Tempel, darunter mit dem Cheonchuksa der älteste Tempel der Region, und ein Bunker aus dem Korea-Krieg. Es gibt 37 Wanderwege.